# Georg Heinrich Maria Kirstein

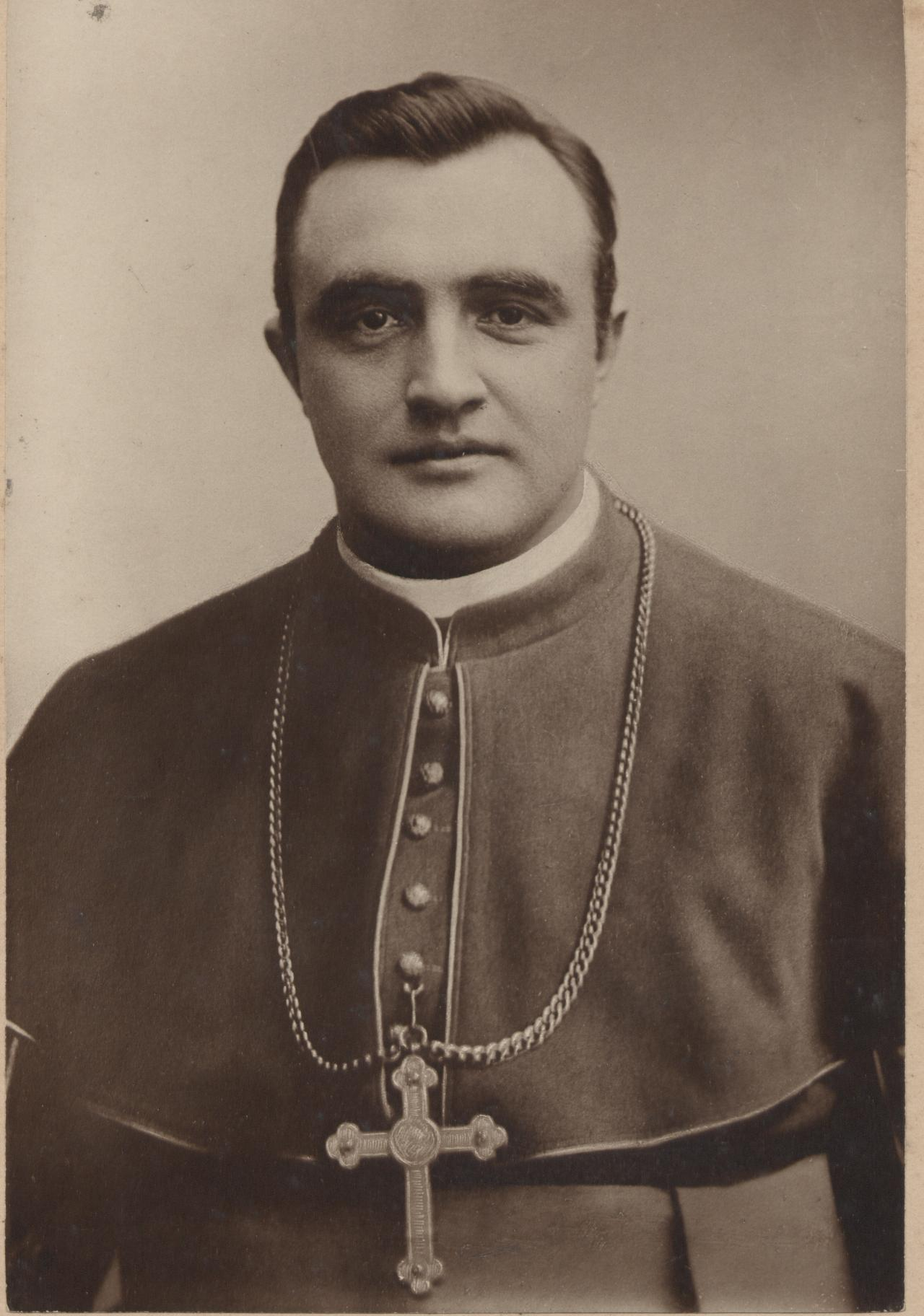
Bischof Heinrich Maria Kirstein, 1904

Georg Heinrich Maria Kirstein (* 2. Juli 1858 in Mainz; † 15. April 1921 ebenda) war Bischof von Mainz.

## Leben
Seit früher Kindheit und Jugend war Kirstein dem Mainzer Dom, besonders durch sein Wirken als Sänger des Mainzer Domchores verbunden. Aufgrund der Schließung des Mainzer Priesterseminars im Rahmen des Kulturkampfs trat Kirstein in das Priesterseminar in Eichstätt ein. Nach dem Studium der Theologie empfing Georg Heinrich Maria Kirstein am 14. November 1881 durch Bischof Franz Leopold von Leonrod das Sakrament der Priesterweihe. 
Wegen der Kulturkampfgesetzgebung konnte er im Bistum Mainz nur Aushilfstätigkeiten ausüben, zunächst im rheinhessischen Heßloch (1880–1881), dann in der Wormser Dompfarrei und schließlich in Bürstadt (1881–1884). Mit der durch die Erhebung von Bischof Paul Leopold Haffner auf den Mainzer Bischofsstuhl eingeleiteten Neuordnung des Verhältnisses von Staat und Kirche konnte Kirstein 1887 seinen Dienst als Kaplan in St. Ludwig (Darmstadt) antreten. Seine erste Pfarrstelle übernahm er in Gau-Algesheim, wo am Treppenaufgang zur Pfarrkirche St. Cosmas und Damian sein in Stein gehauenes Bischofswappen noch zu sehen ist. 1902 wurde er ins Domkapitel nach Mainz berufen und bald zum Geistlichen Rat, Domkustos und Regens des Priesterseminars ernannt.
Als am 15. November 1903 Bischof Heinrich Brück unerwartet starb, wählte ihn das Domkapitel am 30. November zu dessen Nachfolger. Die Bischofsweihe spendete ihm am 19. März 1904 der damalige Erzbischof von Freiburg, Thomas Nörber; Mitkonsekratoren waren der Bischof von Fulda Adalbert Endert und der Bischof von Limburg Dominikus Willi, OCist. Wenige Wochen nach seiner Bischofsweihe ernannte Kirstein als neuer Mainzer Bischof, den Priester und ehemaligen Sänger des Mainzer Domchores Albert Rudolf Vogt zum neuen Domkapellmeister.
Als Mainzer Bischof war Georg Heinrich Maria Kirstein qua Verfassung von 1904 bis 1918 Mitglied der ersten Kammer der Landstände des Großherzogtums Hessen.
Kirstein war seit 1919 so schwer erkrankt, dass am 7. März 1921 der Regens des Speyerer Priesterseminars, Ludwig Maria Hugo, zum Koadjutor ernannt und am 10. April 1921 in Speyer zum Bischof geweiht wurde.
Bischof Kirstein starb am 15. April 1921 und wurde im südlichen Seitenschiff des Domes beigesetzt.